# حسین‌آباد علیا (چالوس)
حسین‌آباد علیا، روستایی است از توابع بخش مرکزی شهرستان چالوس در استان مازندران ایران.

## جمعیت
این روستا در دهستان کلارستاق شرقی قرار دارد و براساس سرشماری مرکز آمار ایران در سال ۱۳۸۵، جمعیت آن ۸۸۰ نفر (۲۲۳خانوار) بوده‌است. مردم حسین‌آباد علیا از قومیت طبری هستند. مردم حسین‌آباد علیا به زبان طبری با گویش چالوسی سخن می‌گویند.